# Hold fast (lied)
Hold fast is een lied van Agathe Backer Grøndahl. Zij schreef het lied voor het kindertijdschrift Børnenes juletræ van Nordahl Rolfsen, dat december 1892 werd uitgegeven door Albert Cammermeyer Forlag. De kans dat Hold fast in de concertzaal te horen is geweest is dus erg klein.